# إبراهيم حبيب الصباغ
إبراهيم بن حبيب الصباغ (1715–1776م) هو طبيب وفقيه فلسطيني بارز.

## بداية حياته
وُلد في منطقة كسروان بلبنان، واستقر في مدينة عكا بفلسطين في بداية القرن الثامن عشر. اشتهر بمهاراته الطبية العالية، حيث تعلم الطب العربي على يد راهب في أحد أديرة الشوير بلبنان، وأصبح من أبرز الأطباء في عكا.

## أعماله
عُرف الصباغ أيضًا بدوره التجاري والاقتصادي، حيث شارك في الأعمال التجارية وأصبح من كبار الأغنياء في المنطقة. تم اختياره طبيبًا خاصًا للشيخ ظاهر العمر الزيداني، حاكم الجليل، ثم أصبح مستشاره الإداري والمستثمر لأمواله. كما بنى دارًا فخمة في عكا ومصبنة كبيرة، وتلقى تكريمًا من البابا.
في عام 1775م، عندما حاصرت الدولة العثمانية مدينة عكا وطالبت بخراج سبع سنوات، رفض إبراهيم الصباغ دفع المبلغ، مما أدى إلى سقوط عكا ومقتل ظاهر العمر. تم القبض على إبراهيم الصباغ، ونُقل إلى الآستانة حيث قُتل.

## عائلة الصباغ
تُعتبر عائلة الصباغ من الأسر البيروتية العريقة، حيث برز منها شخصيات سياسية وإدارية، مثل رزق الله الصباغ الذي كان من كتاب ديوان والي مصر محمد علي باشا في القرن التاسع عشر.